# いただき
いただきは鳥取県弓ヶ浜半島で古くから親しまれている郷土料理。大きな油揚げの中に生米や野菜を詰めて、ダシ汁で炊き上げた料理である。外観は稲荷寿司に似るが、調理法と味は全く異なる。ののこめしとも呼ばれる。

## 歴史
明治の中期頃、境港市にある寺の住職が福井県の寺で精進料理として出された油揚げを気に入って持ち帰り、米や野菜を詰めて炊いたのが始まりだと言われている。
米が貴重な時代に少量の米で満腹になるよう、たくさんの具材を入れるよう工夫された料理だと言われている。使用する具材、味付け、つくり方などは各家庭によって異なり、代々伝わるその家庭の「おふくろの味」として地域に定着していった。
野菜以外に鶏肉を入れることもあり、昭和30年代から昭和40年代にかけての境港市では赤貝を入れたり、赤貝の煮汁で炊くこともあった。
境港市では学校給食としても提供されている。
2011年に市民団体米子いただき・がいな隊が設立され、いただきの広報活動を行っている。

## 名称の由来
名称の由来には諸説ある。いただき、ののこめしの名称の違いは地域によるものである。
- いただきは、何か特別な行事があった時に各家庭で作り、近所に振る舞っていたが、米が貴重な時代にはたいそうな御馳走とされていたため、もらうほうが感謝の意を込めて「いただく」と言っていたことから名づけられた[2][3]。
- 大山の頂上に形が似ているところから頂（いただき）と呼ばれるようになった[2]。
- 弓ヶ浜半島は「伯州綿」（伯耆の木綿）の産地としても知られるが、綿を入れた袢纏「布子（ぬのこ）」と外観が似ていることから、「ぬのこ」となり、それが訛って「ののこ」「ののこめし」と呼ばれるようになった[3]。